# فهرست ایستگاه‌های متروی کرج

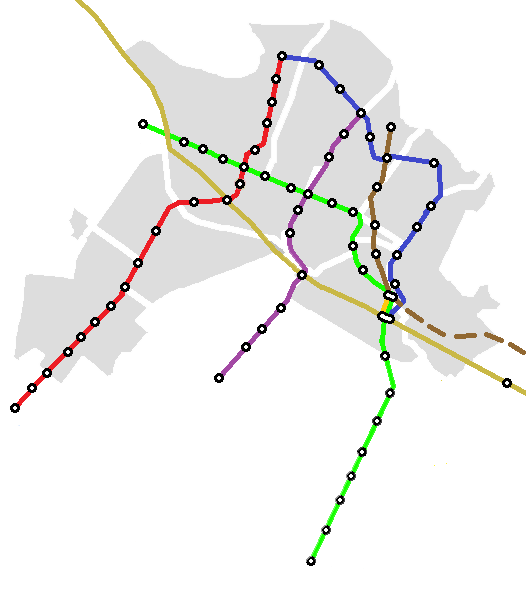
نقشه خطوط شش گانه سیستم متروی کلانشهر کرج بزرگ

مترو کرج، ۶ خط  (۲ خط فعال) فعال با ۸۴ ایستگاه (مستقل، تقاطعی و تبادلی) دارد. (۱۰ ایستگاه فعال)
در جداول زیر ایستگاه‌ها و یا تقاطع‌های در حال ساخت مشخص شده‌اند.
این فهرست براساس افق توسعه متروی کلانشهر کرج بزرگ شده و احتمال تغییر یا منتفی شدن ساخت بعضی از ایستگاه‌ها وجود دارد.

## خط ۱
خط ۱ متروی کرج ۷ ایستگاه فعال دارد.
- درازای این خط ۴۳ کیلومتر است.
- از ایستگاه تهران (صادقیه) تا وردآورد تنها مختص متروی تهران است و ۷ ایستگاه زیر به صورت اشتراکی زیر نظر سازمان قطارشهری تهران و حومه و سازمان قطارشهری کرج و حومه قعالیت دارند. [۱]

| شماره | نام                     | وضعیت        | تقاطع‌ها |
| ----- | ----------------------- | ------------ | ------- |
| ۱     | ایستگاه گرمدره          | ۱۳۹۵         |         |
| ۲     | ایستگاه اتمسفر          | فعال از ۱۳۸۵ |         |
| ۳     | ایستگاه کرج             | فعال از ۱۳۷۷ |         |
| ۴     | ایستگاه محمدشهر         | فعال از ۱۳۸۹ |         |
| ۵     | ایستگاه گلشهر           | فعال از ۱۳۸۳ | link    |
| ۶     | ایستگاه ماموت           | فعال از ۱۴۰۲ |         |
| ۷     | ایستگاه شهر جدید هشتگرد | فعال از ۱۳۹۸ |         |

## خط ۲

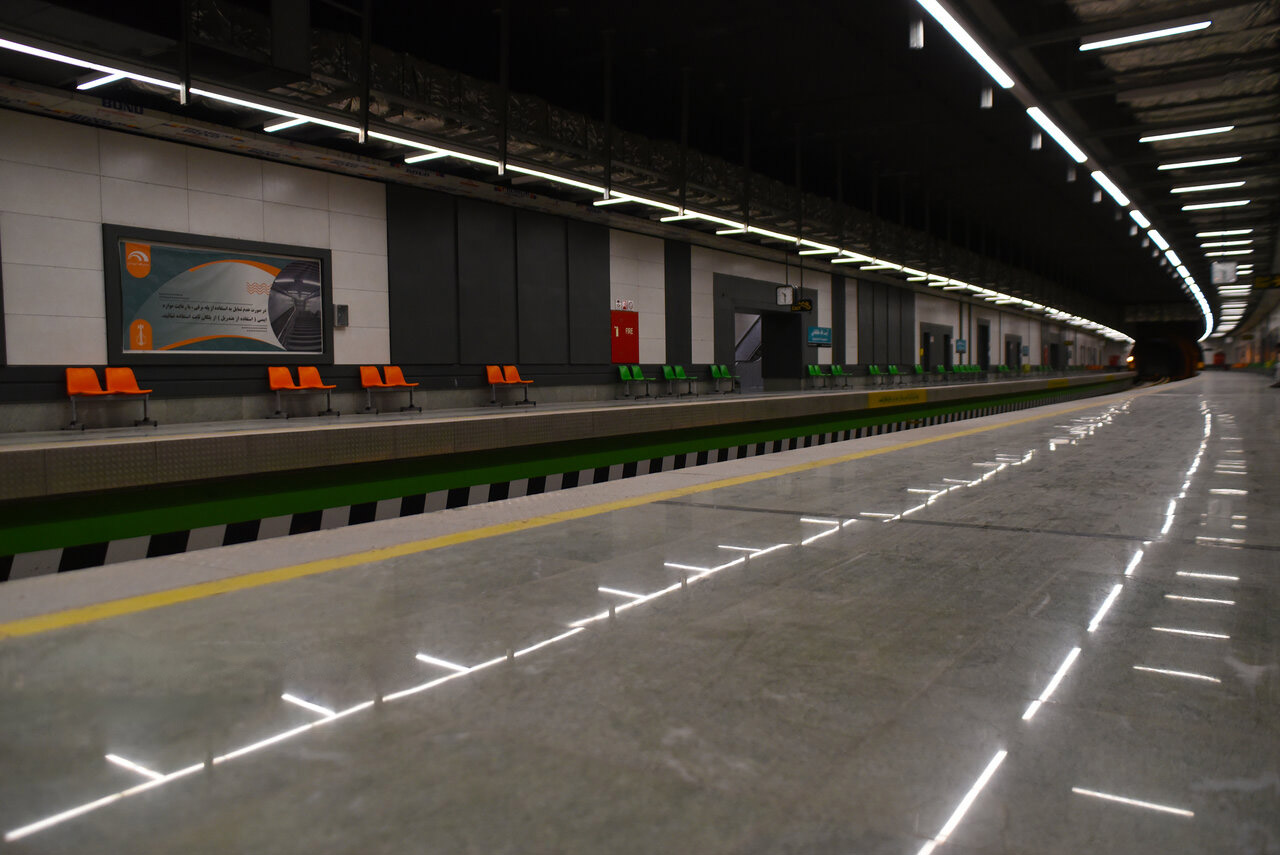
ایستگاه طالقانی در خط دو متروی کرج

خط ۲ متروی کرج ۲۴ ایستگاه (۳ ایستگاه فعال) دارد.
- درازای این خط ۲۷ کیلومتر است.

| شماره | نام ایستگاه                    | وضعیت        | تقاطع‌ها |
| ----- | ------------------------------ | ------------ | ------- |
| ۱     | ایستگاه کمالشهر                | درحال ساخت   |         |
| ۲     | ایستگاه خرمدشت                 | درحال ساخت   |         |
| ۳     | ایستگاه میدان دانشگاه خوارزمی  | درحال ساخت   |         |
| ۴     | ایستگاه خیابان آزادی (پستخانه) | درحال ساخت   |         |
| ۵     | ایستگاه مؤسسه سرم سازی         | درحال ساخت   |         |
| ۶     | ایستگاه چهل و پنج متری گلشهر   | فعال از ۱۴۰۱ | link    |
| ۷     | ایستگاه میانجاده               | درحال ساخت   |         |
| ۸     | ایستگاه دهقانویلا              | درحال ساخت   |         |
| ۹     | ایستگاه رجایی‌شهر               | فعال از ۱۴۰۲ |         |
| ۱۰    | ایستگاه میدان آجرلو            | درحال ساخت   |         |
| ۱۱    | ایستگاه طالقانی                | فعال از ۱۴۰۱ |         |
| ۱۲    | ایستگاه چهارراه هفت تیر        | درحال ساخت   |         |
| ۱۳    | ایستگاه چهارراه مصباح          | درحال ساخت   |         |
| ۱۴    | ایستگاه میدان امام حسین        | درحال ساخت   | link    |
| ۱۵    | ایستگاه کرج فاز۲               | درحال ساخت   |         |
| ۱۶    | ایستگاه سرحدآباد               | درحال ساخت   |         |
| ۱۷    | ایستگاه انبارنفت               | درحال ساخت   |         |
| ۱۸    | ایستگاه منظریه                 | درحال ساخت   |         |
| ۱۹    | ایستگاه نیروگاه شهید منتظرقائم | درحال ساخت   |         |
| ۲۰    | ایستگاه بازارخودرو             | درحال ساخت   |         |
| ۲۱    | ایستگاه کانال                  | درحال ساخت   |         |
| ۲۲    | ایستگاه ۱۳شرقی                 | درحال ساخت   |         |
| ۲۳    | ایستگاه سه‌راه اندیشه           | درحال ساخت   |         |
| ۲۴    | ایستگاه شهر ملارد              | درحال ساخت   |         |

## خط ۳
خط ۳ متروی کرج ۱۳ ایستگاه دارد.
- درازای این خط ۱۴/۵ کیلومتر است.
- طبق حواشی قرار است این خط از مترو به صورت منوریل باشد.

| شماره | نام ایستگاه                   | وضعیت      | تقاطع‌ها |
| ----- | ----------------------------- | ---------- | ------- |
| ۱     | ایستگاه باغستان               | درحال ساخت | link    |
| ۲     | ایستگاه آتشگاه                | درحال ساخت |         |
| ۳     | ایستگاه زندان رجایی‌شهر        | درحال ساخت |         |
| ۴     | ایستگاه دانشگاه آزاد واحد کرج | درحال ساخت |         |
| ۵     | ایستگاه میدان دانشگاه         | درحال ساخت |         |
| ۶     | میدان نبوت                    | درحال ساخت |         |
| ۷     | ایستگاه پارسیان               | درحال ساخت |         |
| ۸     | ایستگاه میدان استقلال         | درحال ساخت |         |
| ۹     | ایستگاه میدان جانبازان        | درحال ساخت |         |
| ۱۰    | ایستگاه بلوار شورا            | درحال ساخت |         |
| ۱۱    | ایستگاه سه راه دانشکده        | درحال ساخت |         |
| ۱۲    | ایستگاه میدان امام حسین       | درحال ساخت | و       |
| ۱۳    | ایستگاه کرج فاز۲              | درحال ساخت | و       |

## خط ۴
خط ۴ متروی کرج ۱۹ ایستگاه دارد.
- درازای این خط ۱۸ کیلومتر است.

| شماره | نام ایستگاه                    | وضعیت      | تقاطع‌ها |
| ----- | ------------------------------ | ---------- | ------- |
| ۱     | ایستگاه باغستان                | درحال ساخت | link    |
| ۲     | ایستگاه بوستان                 | درحال ساخت |         |
| ۳     | ایستگاه صوفی آباد              | درحال ساخت |         |
| ۴     | ایستگاه شاهین ویلا             | درحال ساخت |         |
| ۵     | ایستگاه حیدرآباد               | درحال ساخت |         |
| ۶     | ایستگاه چهل و پنج متری گلشهر   | درحال ساخت |         |
| ۷     | ایستگاه بهار                   | درحال ساخت |         |
| ۸     | ایستگاه گلشهر                  | درحال ساخت |         |
| ۹     | ایستگاه میدان رهبری            | درحال ساخت |         |
| ۱۰    | ایستگاه باغ سیب                | درحال ساخت |         |
| ۱۱    | ایستگاه افشار                  | درحال ساخت |         |
| ۱۲    | ایستگاه خیابان ۱۱۴             | درحال ساخت |         |
| ۱۳    | ایستگاه خیابان ۲۲۳             | درحال ساخت |         |
| ۱۴    | ایستگاه بلوار شهرداری          | درحال ساخت |         |
| ۱۵    | ایستگاه کاخ مروارید            | درحال ساخت |         |
| ۱۶    | ایستگاه کوی زنبق               | درحال ساخت |         |
| ۱۷    | ایستگاه بلوار امیرکبیر ۱       | درحال ساخت |         |
| ۱۸    | ایستگاه بلوار امیرکبیر ۲       | درحال ساخت |         |
| ۱۹    | ایستگاه فرودگاه بین‌المللی پیام | درحال ساخت |         |

## خط ۵
خط ۵ متروی کرج ۱۰ ایستگاه دارد.
- درازای این خط ۱۵ کیلومتر است.
- سازمان قطار شهری کرج و حومه درحال مطالعه فاز دوم (محمدشهر به ماهدشت و صفادشت) می باشد.

| ردیف                   | ایستگاه ها                   | تقاطع ها         | وضعیت                    |
| ↓ شمال به جنوب ↓       | ↓ شمال به جنوب ↓             | ↓ شمال به جنوب ↓ | ↓ شمال به جنوب ↓         |
| ---------------------- | ---------------------------- | ---------------- | ------------------------ |
| ۱                      | دانشگاه آزاد اسلامی واحد کرج | خط ۳             |                          |
| ۲                      | فلکه اول رجایی شهر           |                  |                          |
| ۳                      | کوی کارمندان                 |                  |                          |
| ۴                      | رجایی شهر                    | خط ۲             | فاز اول (خط ۲) ساخته شده |
| ۵                      | میدان امام خمینی             |                  |                          |
| ۶                      | میدان مادر                   |                  |                          |
| ۷                      | محمدشهر                      | خط ۱             | فاز اول (خط ۱) ساخته شده |
| ۸                      | قلعه روستایی                 |                  |                          |
| ۹                      | تحقیقات زراعی                |                  |                          |
| ۱۰                     | محمدشهر جنوبی                |                  |                          |
| ↑ جنوب به شمال ↑       |                              |                  |                          |
| به سمت ماهدشت و صفادشت |                              |                  |                          |

## خط ۶
خط ۶ متروی کرج ۱۲ ایستگاه دارد.
- درازای این خط ۹ کیلومتر است.

| ردیف                 | ایستگاه ها              | تقاطع ها             | وضعیت                    |
| ↓ شمال شرقی به شرق ↓ | ↓ شمال شرقی به شرق ↓    | ↓ شمال شرقی به شرق ↓ | ↓ شمال شرقی به شرق ↓     |
| -------------------- | ----------------------- | -------------------- | ------------------------ |
| ۱                    | تربیت مربی              |                      |                          |
| ۲                    | میدان طالقانی           |                      |                          |
| ۳                    | شکوفه                   |                      |                          |
| ۴                    | میدان شهدا              |                      |                          |
| ۵                    | دانشکده                 |                      |                          |
| ۶                    | میدان امام حسین         | خط ۲ و خط ۳          |                          |
| ۷                    | کرج                     | خط ۱ و خط ۲          | فاز اول (خط ۱) ساخته شده |
| ۸                    | کلاک                    |                      |                          |
| ۹                    | جهان نما                |                      |                          |
| ۱۰                   | بوستان جهان نما         |                      |                          |
| ۱۱                   | خاتم                    |                      |                          |
| ۱۲                   | انستیتو پاستور واحد کرج |                      |                          |
| ↑ شرق به شمال شرقی ↑ |                         |                      |                          |